# Jigzhi
Jigzhi (chiń. 久治县; pinyin: Jiǔzhì Xiàn; tyb. གཅིག་སྒྲིལ་རྫོང་, Wylie: gcig sgril rdzong, ZWPY: Jigzhi Zong) – powiat w środkowych Chinach, w prowincji Qinghai, w prefekturze autonomicznej Golog. W 1999 roku liczył 17 931 mieszkańców.